# 빈첸초 만자카프레
빈첸초 만자카프레(이탈리아어: Vincenzo Mangiacapre, 1989년 1월 17일~)는 이탈리아의 권투 선수이다. 2012년 하계 올림픽 남자 라이트웰터급에서 동메달을 획득했으며 세계 선수권 대회에서 동메달 1개를 획득했다.